# Matrículas automovilísticas de Luxemburgo

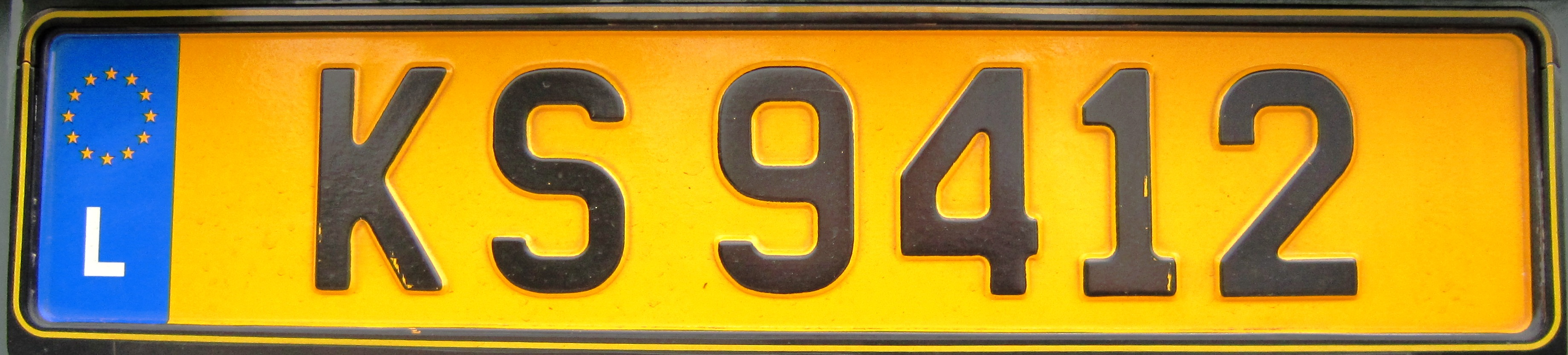
Modelo de matrícula luxemburguesa actual.

Las actuales placas de matrícula de los vehículos de Luxemburgo son asignadas al vehículo por el Departamento de Transportes, por lo que la matrícula asignada no se vuelve a reasignar una vez destruido el vehículo. Utilizan un sistema de registro formado por una combinación de seis caracteres alfanuméricos, dos letras seguidas de cuatro cifras (por ejemplo, AB1234) de color negro sobre un fondo amarillo reflectante y sin ningún tipo de codificación geográfica.
El formato es el común al resto de placas de la Unión Europea, por lo que también lleva la sección azul en el extremo izquierdo con las estrellas en círculo de la UE y el código del país (L) y unas medidas que pueden ser de 520 mm × 110 mm (rectangular) o de 340 mm × 200 mm (cuadrada). Los caracteres tienen que tener un grueso de 1,5 mm como mínimo. La ley que regula el uso y el formato de las placas actuaes fue promulgada por el Parlamento en junio de 2003.
No se utilizan las combinaciones de letras AA, CD, HJ, KK, KZ, PD, SA, SS, WC y ZZ, así como las letras I y O.

## Tipo

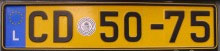
Matrícula diplomática.

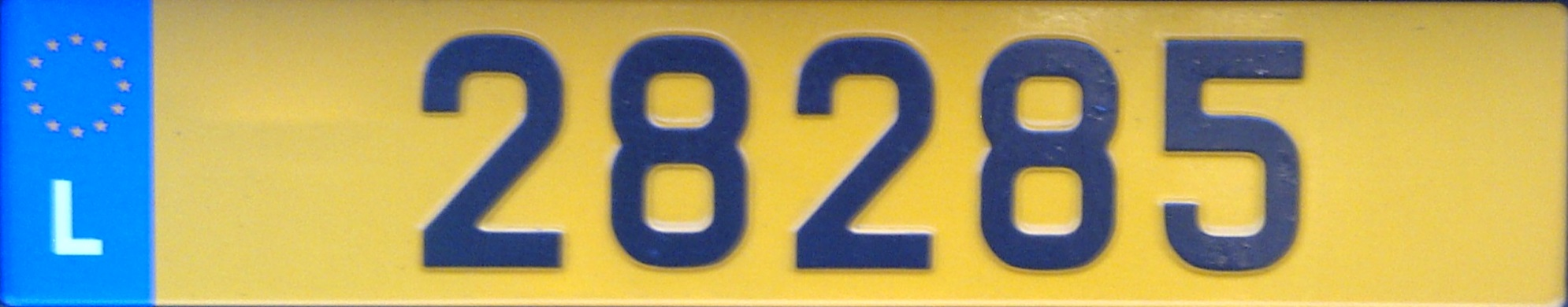
Modelo de matrícula personalizada.

Se reservan una serie de series especiales para la matriculación de determinadas categorías de vehículos y para determinados usos:
La Familia Gran Ducal Luxemburguesa utiliza la serie que va del 1 hasta el 19.
Los vehículos del gabinete del Gran Ducado utilizan matrículas con las series del 20 hasta 50.
Los vehículos de los miembros del parlamento utilizan matrículas con las series del P1 hasta P99.
Los vehículos de la administración del estado utilizan matrículas con las series AA1000 hasta AA9999
Los vehículos diplomáticos de embajadas o del personal diplomático llevan el mismo tipo de placas pero empiezan por las letras CD (por Corps Diplomatique) y cuatro cifras separadas en dos grupos por un guion (por ejemplo, CD-12-34), siendo las dos primeras cifras las que indican la nacionalidad. Entre las letras y las cifras hay un adhesivo en el que se puede leer el nombre de Grand-Duché de Luxembourg · Ministère des Transports.
El propietario de un vehículo puede solicitar una matrícula personalizada, que estará formada por cuatro o cinco cifras (por ejemplo, 12345).

## Historia

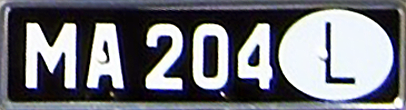
Modelo de matrícula anterior a 1978.

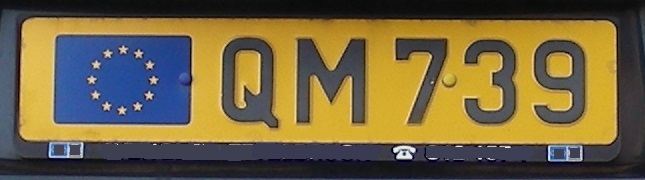
Modelo antiguo de matrícula.

Las matrículas antiguas estaban formadas solo por cifras, después por una letra y cuatro cifras y más tarde por dos letras y tres cifras, según se iban agotando las combinaciones.  Los caracteres son blancos sobre fondo negro. Actualmente sólo las pueden llevar los vehículos históricos.
A partir de 1978 se actualiza el formato de las matrículas cambiando los colores de los caracteres y del fondo a los actuales, pero introduciendo en la parte izquierda una bandera europea, (por ejemplo, AB123)